# فدراسیون دو و میدانی ژاپن
فدراسیون دو و میدانی ژاپن (انگلیسی: Japan Association of Athletics Federations) سازمان اداره کننده ورزش دو و میدانی در کشور ژاپن است.
این فدراسیون که در سال ۱۹۲۵ تأسیس شده مقر آن در شهر توکیو قرار دارد.